# Arbeidsomstandighedenwet
De Arbeidsomstandighedenwet (of kortweg Arbowet) is een Nederlandse wet die regels bevat voor werkgevers en werknemers om de gezondheid, de veiligheid en het welzijn van werknemers en zelfstandig ondernemers te bevorderen. Het doel is om ongevallen en ziekten, veroorzaakt door het werk, te voorkomen. De arbowet is sinds 2020 vanwege de coronapandemie grondig aangepast omdat medewerkers nu vaker thuis moeten werken.
De Arbowet is een kaderwet. Dat betekent dat hierin geen concrete regels staan maar algemene bepalingen en richtlijnen over het arbeidsomstandighedenbeleid (arbobeleid) in bedrijven. De Arbowetgeving valt uiteen in vier delen: 
- de Arbeidsomstandighedenwet
- het Arbeidsomstandighedenbesluit (Arbobesluit)
- de Arbeidsomstandighedenregeling (Arboregeling)
- de Beleidsregels arbeidsomstandighedenwetgeving (Arbobeleidsregels)

## Wetgevingsgeschiedenis
Sinds 1 juli 2005 is de Arbowet aangepast om beter te voldoen aan de Europese Kaderrichtlijn veiligheid en gezondheid van werknemers op het werk (nummer  89/391/EEG).
Met de wijziging per 1 juli 2005 vervalt de plicht voor ondernemers om aangesloten te zijn bij een arbodienst. Een ondernemer mag nu ook zelf de arbotaken uitvoeren, al blijven er taken waarvoor hij een bedrijfsarts in moet schakelen. Daarnaast wordt de preventiemedewerker verplicht. België kende deze al in de vorm van preventieadviseur. Alle Nederlandse ondernemingen zijn verplicht om een of meer (eigen) medewerkers als preventiemedewerker aan te wijzen. Daarvoor maakt het niet uit of de onderneming is aangesloten bij een arbodienst.
In 2006 is een wetsvoorstel ingediend met betrekking tot wijziging van de Arbeidsomstandighedenwet 1998. Het doel is de verantwoordelijkheid van werkgever en werknemers voor het arbobeleid te vergroten. Het arbobeleid wordt niet op gedetailleerd niveau door de centrale overheid geregeld, maar moet zo veel mogelijk tot stand komen binnen ondernemingen, zodat maatwerk mogelijk is. Voor zover Europese regelgeving het toelaat zal de Nederlandse overheid wel de normen bepalen voor de te behalen doelstellingen.
Hoe werkgevers en werknemers de doelen bereiken, kunnen ze per sector regelen. Het idee is dat vakbonden en werkgeversorganisaties een zogenaamde arbocatalogus samenstellen waarin is aangegeven op welke manier en met welke middelen bedrijven de doelvoorschriften kunnen halen. 
De gewijzigde Arbowet is ingegaan per 1 januari 2007.
Per 1 juli 2017 is de arbowet ingrijpend gewijzigd. De bedrijfsarts krijgt, naast keuringstaken, ook zorgtaken.

## Verantwoordelijkheden
Werkgever en werknemer zorgen samen voor het verbeteren van de arbeidsomstandigheden. De werkgever is uiteindelijk verantwoordelijk, maar overleg met de werknemers is verplicht. Ieder heeft daarin zijn eigen taak: 
- Werkgevers moeten de risico's van het werk in kaart brengen, verbeteringen voorstellen en het gevoerde beleid evalueren: de RIE-procedure (ook wel RI&E: risico-inventarisatie & -evaluatie). Zij moeten voorlichting en instructies geven over deze risico's en over de maatregelen die daartegen genomen zijn. Vooral jeugdigen verdienen hier extra aandacht. Daarnaast heeft de werkgever onder meer de volgende verantwoordelijkheden:[1]
  - beleid tegen ziekte hebben en uitvoeren;
  - ongevallen onderzoeken, registreren en melden;
  - voorlichting en instructie geven over veilig werken;
  - voor veilige hulpmiddelen en werkmethoden zorgen;
  - gevaren bij de bron bestrijden;
  - persoonlijke beschermingsmiddelen leveren.
  - er zorg voor dragen dat er altijd een Bedrijfshulpverlener (BHV) aanwezig is;
- 'Werknemers moeten de veiligheidsinstructies opvolgen en beschikbaar gestelde beschermingsmiddelen gebruiken. Daarnaast hebben zij o.a. de volgende verantwoordelijkheden:[2]
  - Gevaarlijke stoffen op een juiste wijze gebruiken;
  - Meewerken aan instructie;
  - De werkgever inlichten over opgemerkte gevaren;
  - De werkgever bijstaan bij de uitvoering van hun verplichtingen. De ondernemingsraad of personeelsvertegenwoordiging moet instemmen met het arbobeleid. De ondernemingsraad heeft ook overeenstemmingsrecht op de keuze van de arbodienstverlening (maatwerkregeling of vangnetregeling), het contract met de arbodienstverlener en benoemen van preventietaken. Als er geen ondernemingsraad of personeelsvertegenwoordiging is, overlegt de werkgever met de belanghebbende werknemers. Bij een conflict over de arbeidsomstandigheden, moeten werkgever en werknemers samen naar een oplossing zoeken.
- De arbodienst, waarbij elke werkgever aangesloten kan zijn. Door een wijziging van de Arbowet mag elke werkgever sinds 1 juli 2005 zelf kiezen of hij een gecertificeerde arbodienst (vangnetregeling) of een gecertificeerde arbodeskundige (arbeids- en organisatiedeskundige, veiligheidskundige, arbeidshygiënist of bedrijfsarts) inschakelt, of dat hij de arbotaken zelf uitvoert. Voor de volgende taken is het inschakelen van een bedrijfsarts verplicht:
  - een eventuele aanstellingskeuring (Wet op de medische keuringen (Wmk) en het Besluit aanstellingskeuringen);
  - het Arbeidsgezondheidskundig Onderzoek (AGO);
  - advies bij opstellen plan van aanpak na 6 weken ziekteverlof (re-integratie en Wet verbetering poortwachter)
- De Inspectie SZW kan sanctionerend optreden indien er niet aan de bepalingen van de wet voldaan wordt; bij incidenten onderzoekt zij altijd de zaak.